# Harbourg (Souabe)
Pour les articles homonymes, voir Harbourg.
Harbourg (Souabe) (Harburg (Schwaben)) est une petite ville d'Allemagne, en Bavière, sur la Route romantique. Elle se situe dans la vallée de la rivière Wörnitz entre la Souabe et le Jura franconien. La partie ancienne de la ville entre la Wörnitz et la colline de château est un labyrinthe de petites ruelles de maisons à colombage et de maisons à pignon baroque.
Le cimetière juif est un autre point d'intérêt de la ville.

## Toponymie
Harburg est formé de deux racines Har et Burg. On trouve dans les textes anciens d'autres orthographes : Harburc, Horeburch und Horburc. En haut allemand, horo désigne un marécage. Harbourg signifie donc le « château au-dessus du marécage ».

## Jumelage
- Gouville-sur-Mer (France) depuis 1998.

## Le château

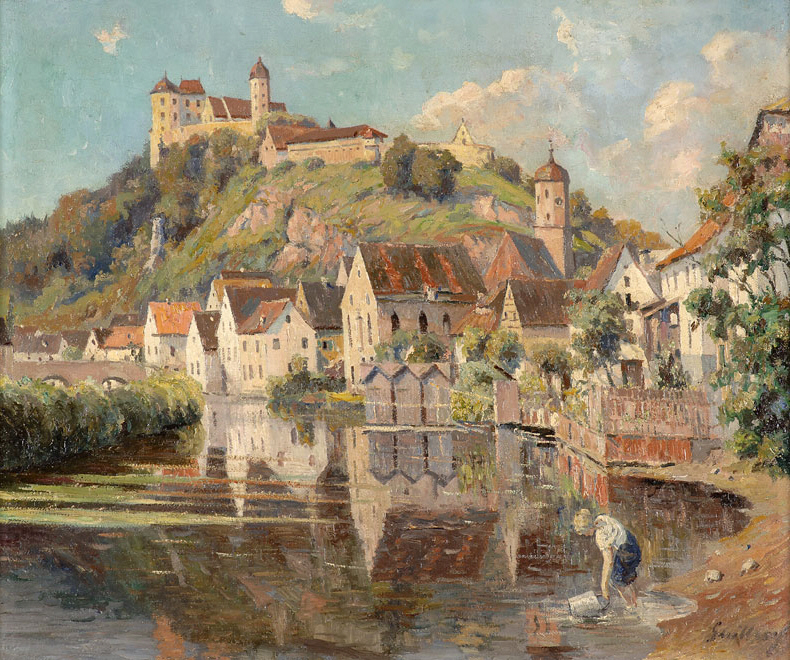
Franz Paul Guillery (1863–1933) : Harburg an der Wörnitz.

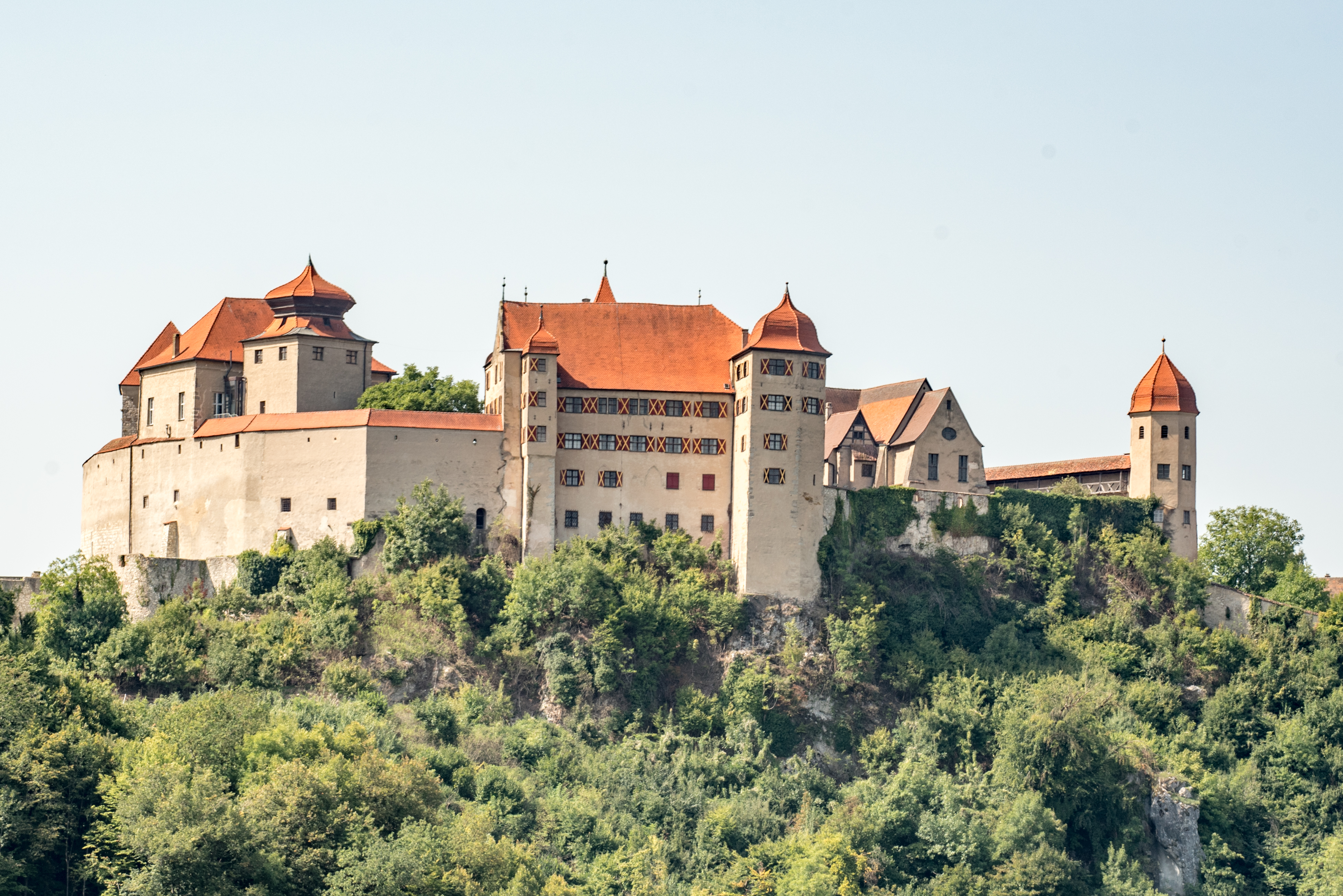
Château, 2017.

Dominant la ville est le puissant Harburg, un des châteaux les mieux préservés d'Allemagne. Il est mentionné pour la première fois en 1150, comme possession de la Maison de Hohenstaufen, une des familles les plus puissantes de la partie rhénane du Saint-Empire romain germanique. On l'a construit pour protéger la route commerciale entre Augsbourg et Nuremberg. En 1295, il passe aux mains des comtes d'Oettingen. Depuis 1731, il est la propriété des comtes d'Oettingen-Wallerstein.
Michael Jackson a appelé Harburg le « château de mes rêves ». Il a essayé (sans succès) de l'acheter[réf. nécessaire].
Le château était protégé par de hauts remparts avec des chemins de ronde et un double système de portes. Sur la porte intérieure, on peut encore voir la herse en bois munies de pointes de fer. Autour de la cour intérieure se regroupent l'auberge, la grande salle avec la salle des fêtes, le bâtiment princier, la chapelle et le donjon du XIIIe siècle (appelé Hungerturm).